# Lijst van beelden in Súdwest-Fryslân
Dit is een chronologische lijst van beelden in Súdwest-Fryslân. Onder een beeld wordt hier verstaan elk driedimensionaal kunstwerk in de openbare ruimte van de Nederlandse gemeente Súdwest-Fryslân, waarbij beeld wordt gebruikt als verzamelbegrip voor sculpturen, standbeelden, installaties, gedenktekens en overige beeldhouwwerken.
| Geplaatst   | Omschrijving                                  | Kunstenaar                                                                                      | Straat                                                      | Plaats                | Materiaal                                               | Afbeelding                                                           |  |
| ----------- | --------------------------------------------- | ----------------------------------------------------------------------------------------------- | ----------------------------------------------------------- | --------------------- | ------------------------------------------------------- | -------------------------------------------------------------------- |  |
| 1613 - 1617 | Wijsheid, Zorg, Gerechtigheid, Hoop           | Hans Lourens Schuyneman                                                                         | Jongemastraat, stadhuis                                     | Bolsward              |                                                         |                                                                      |  |
| 1619        | Wapen van Hindeloopen                         | onbekend                                                                                        | Leugenbank Hindeloopen                                      | Hindeloopen           | steen                                                   |                                                                      |  |
| 1650        | gemeentewapen Workum                          | onbekend                                                                                        | De Merk, in de gevel van de Waag                            | Workum                | steen                                                   |                                                                      |  |
| 1650        | familiewapen                                  | onbekend                                                                                        | De Merk, in de gevel van de Waag                            | Workum                | steen                                                   |                                                                      |  |
| 1698        | Wapen van Aylva                               | onbekend                                                                                        | In de gevel van de Waag                                     | Makkum                | steen                                                   |                                                                      |  |
| 1698        | Gedenksteen bouw Waag                         | onbekend                                                                                        | In de gevel van de Waag                                     | Makkum                | steen                                                   |                                                                      |  |
| 17e eeuw    | De Volharding (Geketend Fortuin)              | Jan Pyters                                                                                      | stadhuis, gevangenpoort                                     | Bolsward              |                                                         |                                                                      |  |
| 1863        | Mozaiëk naast ingang                          | onbekend                                                                                        | Oosterdijk 2                                                | Sneek                 |                                                         |                                                                      |  |
| 1879        | Monument voorMenno Simons                     | onbekend                                                                                        | It Fliet                                                    | Het Vliet (Witmarsum) | natuursteen                                             | Onbekend,1879                                                        |  |
| 1908        | De wonderbaarlijke visvangst                  | T. Gerlsma                                                                                      | Leugenbank bij sluis aan Het Oost                           | Hindeloopen           | hout / brons                                            |                                                                      |  |
| 1914        | Gevelstenen                                   | Willem Coenraad Brouwer                                                                         | Kruizebroederstraat 2 en 4                                  | Sneek                 | keramiek                                                |                                                                      |  |
| 1937        | Monument voor Lammert Scheltes Hilarides      | Gerhardus Jan Adema                                                                             | Grote Buren                                                 | Pingjum               | brons                                                   | G.J.Adema,1937                                                       |  |
| 1945        | The Perth Regiment                            | Koninklijke Makkumer Aardewerk- en Tegelwerkfabrieken                                           | Marktstraat 15, Stadhuis                                    | Sneek                 | houtsnede, aardewerk, koper                             |                                                                      |  |
| 1946        | Gedenkplaat (WOII)                            | Firma Hofstra                                                                                   | Rienck Bockemakade 7, Zuiderkerk                            | Sneek                 | baksteen                                                |                                                                      |  |
| 1947        | Gedenksteen voor Gesneuvelde Canadezen        | onbekend                                                                                        | Grote Kerkstraat 5, Grote of Martinikerk                    | Sneek                 | kalksteen                                               | Onbekend,1947                                                        |  |
| 1947        | Verzetsmonument                               | Frits Sieger                                                                                    | Plantsoen aan de Elshoutbuurt                               | Lollum                | metaal (zonnewijzer) en zandsteen (sokkel)              | F.Sieger,1947                                                        |  |
| 1947        | Mr. Sybrand Marinus van Haersma Buma          | Willem Valk                                                                                     | Gemeentehuis, Stadslaan 75                                  | IJlst                 | brons                                                   | Willem Valk,1947                                                     |  |
| 1949        | Franciscus van Assisi                         | Gerhardus Jan Adema                                                                             | Grote Dijlakker                                             | Bolsward              | kalksteen                                               |                                                                      |  |
| 1950        | Getrouw tot in de dood (Oorlogsmonument)      | Willem Valk                                                                                     | Grote Kerkstraat 5, Oud kerkhof                             | Sneek                 | Vaurion                                                 | Willem Valk,1950                                                     |  |
| 1951        | De Hoanne (Oorlogsmonument)                   | Willem Valk                                                                                     | Monumentwei                                                 | Tjalhuizum            | brons                                                   | Willem Valk,1951                                                     |  |
| 1951        | Monument Slag bij Warns                       | Arjen Witteveen                                                                                 | Roode Klif                                                  | Warns                 | zwerfsteen                                              |                                                                      |  |
| 1952        | Verzetsmonument                               | Nina Baanders-Kessler                                                                           | Touwenlaan / Buren                                          | Makkum                | natuursteen en baksteen                                 |                                                                      |  |
| 1953        | Sta stil en gedenkt hen die vielen            | Jentsje Popma                                                                                   | Harlingerstraat                                             | Bolsward              | kalksteen                                               | Jentsje Popma,1953                                                   |  |
| 1954        | Monument voor de gevallenen                   | Willem Valk                                                                                     | Ald Tsjerkhof                                               | Woudsend              | baksteen en natuursteen                                 | Willem Valk,1954                                                     |  |
| 1956        | De Dierenriem                                 | Nina Baanders-Kessler                                                                           | Hemdijk 2, Bogerman College                                 | Sneek                 | hardsteen                                               | Nina Baanders-Kessler,1956                                           |  |
| 1956        | Woningnood                                    | Nico Onkenhout                                                                                  | Oppenhuizerweg / Graaf Adolfstraat                          | Sneek                 | Vaurion                                                 | Nico Onkenhout,1956                                                  |  |
| 1957        | Verzetsmonument'                              | J.J.M. Vegter                                                                                   | De Buorren                                                  | Rauwerd               | hardsteen                                               | J.J.M.Vegter,1956                                                    |  |
| 1958        | Metaalplastiek (Treurende mensen)             | Jan Murk de Vries                                                                               | Kerkhoflaan, Algemene Begraafplaats                         | Sneek                 | metaal                                                  | Jan-Murk de Vries,1958http://publieke-kunst.keunstwurk.nl/node/65983 |  |
| 1958        | Uitvliegende leerlingen                       | Anno Smith                                                                                      | Parallelweg, voormalige RSG Magister Alvinus                | Sneek                 | keramiek                                                | Anno Smith,1958                                                      |  |
| 1960        | Gysbert Japicx                                | Gerhardus Jan Adema                                                                             | Gysbert Japicxbrug                                          | Bolsward              | hardsteen                                               |                                                                      |  |
| 1963        | Zeilsport                                     | Herman J. van der Heide                                                                         | Plantsoen Noorderak, Wijk Houkepoort                        | Sneek                 | beton                                                   | Herman van der Heide,1963                                            |  |
| 1963        | Kindervreugd                                  | Jentsje Popma                                                                                   | Burg. Praamsmalaan 20                                       | Bolsward              | Chamotte klei                                           | Jentsje Popma,1963                                                   |  |
| 1964        | Gevelreliëf                                   | Cobi Doevendans                                                                                 | Eeltje Halbertsmastraat, Groen van Prinstererschool         | Sneek                 | Chamotte klei                                           | Cobi Doevendans,1964                                                 |  |
| 1965        | Doopvont                                      | Jan Murk de Vries                                                                               | N.H.Kerk                                                    | Hidaard               | kalksteen                                               | Doopvont (Hidaard)                                                   |  |
| 1965        | Gedenknaald WO II                             | D. Kuipers                                                                                      | alg. begraafplaats                                          | Koudum                | beton, metaal op een sokkel van keistenen               | D.Kuipers,1965                                                       |  |
| 1966        | Titus Brandsma                                | Gerhardus Jan Adema                                                                             | Titus Brandsmastraat                                        | Bolsward              | brons                                                   | G.J.Adema,1966                                                       |  |
| 1966        | Het kwaad gegrepen                            | Chris Fokma                                                                                     | Binnendijk / Dominee L. Tinholtstraat                       | Koudum                | keramiek                                                | Chris Fokma, 1966                                                    |  |
| 1966        | Gysbert Japicx                                | Jentsje Popma                                                                                   | hoek van Aylvaweg/Gysbert Japicxweg                         | Witmarsum             | chamotteklei                                            | Jentsje Popma,1966                                                   |  |
| 1969        | Gysbert Japicx                                | Wilfried Put                                                                                    | Grote Kerkhof                                               | Bolsward              | brons                                                   | Wilfried Put,1966                                                    |  |
| 1969        | Het Vrouwtje van Stavoren                     | Pier Arjen de Groot                                                                             | Havenweg                                                    | Stavoren              | brons                                                   |                                                                      |  |
| 1971        | Trafo                                         | Hans Holenbach                                                                                  | IJlsterkade, gebouw Vincis                                  | Sneek                 | staal                                                   | Hans Hollenbach,1971                                                 |  |
| 1972        | Joods monument                                | Onbekend                                                                                        | Marktstraat 15, Stadhuistuin                                | Sneek                 | natuursteen                                             |                                                                      |  |
| 1973        | Wetterwolf                                    | Auke Hettema                                                                                    | Havenweg                                                    | Stavoren              | brons                                                   |                                                                      |  |
| 1974        | Zonder titel                                  | Beb Mulder                                                                                      | Dr. Obe Postmastraat 1, voormalig CWI                       | Sneek                 | beton                                                   | Beb Mulder,1974                                                      |  |
| 1974        | Speelobject                                   | Hein Kocken                                                                                     | Kaatsland 5                                                 | Sneek                 | staal                                                   | Hein Kocken,1974                                                     |  |
| 1974        | Kringloop                                     | André van der Linden                                                                            | Buitenroede 1, zuiveringsinstallatie                        | Sneek                 | hout en polyester                                       | André van der Linden,1975                                            |  |
| 1976        | Pieter Sjoerds Gerbrandy                      | Maria van Everdingen                                                                            | Schaapmarktplein                                            | Sneek                 | brons                                                   |                                                                      |  |
| 1980        | Metalen sculptuur                             | Jan Stroosma                                                                                    | Van Giffenstraat, brandweerkazerne                          | Sneek                 | aluminium                                               |                                                                      |  |
| 1980        | Twee vissende jongetjes                       | Suze Boschma-Berkhout                                                                           | Tinga                                                       | Sneek                 | brons                                                   | Suze Boschma-Berkhout, 1980                                          |  |
| 1981        | Kinderen met lam                              | Maria van Everdingen                                                                            | Kleinzand/Gedempte Poortezijlen                             | Sneek                 | brons                                                   | Maria van Everdingen,1981                                            |  |
| 1981        | Stratenmaker                                  | Klaas van Rosmalen                                                                              | Oosterdijk                                                  | Sneek                 | brons                                                   | Klaas van Rosmalen,1981                                              |  |
| 1981        | Mierenhoop                                    | Anne Woudwijk                                                                                   | Schoenmakersstraat                                          | Sneek                 | hardsteen                                               | Anne Woudwijk,1982                                                   |  |
| 1981        | Monument voor de gebroeders Van den Berg      | Bertus Bijlstra                                                                                 | Vallaat (bij Verzetsbrug)                                   | Makkum                | hout en metaal                                          |                                                                      |  |
| 1982        | Gevelreliëf                                   | Cobi Doevendans                                                                                 | Molenkrite, woningen                                        | Sneek                 | beton                                                   | Cobi Doevendans,1982                                                 |  |
| 1982        | It Harspit                                    | André van der Linden                                                                            | P. Walmastrjitte                                            | Oppenhuizen           | ferrocement, beton en verf                              | André van der Linden,1982                                            |  |
| 1982        | Zonder titel                                  | Gerrit Terpstra                                                                                 | Multi-functioneel centrum De Mande, Hendrik Pollemastraat 2 | Nijland               | staal                                                   | Gerrit Terpstra,1982                                                 |  |
| 1983        | Libbensline                                   | Siep van den Berg                                                                               | Terpstrjitte                                                | Tirns                 | cortenstaal                                             | Siep van den Berg,1983                                               |  |
| 1983        | Gevelreliëf (hoog)                            | Cobi Doevendans                                                                                 | Johan Willem Frisostraat en Koopmansgracht, woningen        | Sneek                 | beton                                                   | Cobi Doevendans,1974                                                 |  |
| 1984        | Gevelreliëf (laag)                            | Cobi Doevendans                                                                                 | Koopmansgracht en Johan Willem Frisostraat, woningen        | Sneek                 | beton                                                   | Cobi Doevendans,1974                                                 |  |
| 1984        | Doopvont                                      | Chris Fokma                                                                                     | N.H.Kerk                                                    | Bozum                 | Keramiek en koper                                       | Doopvont (Bozum)                                                     |  |
| 1984        | Freule Clara Jacoba de Vos van Steenwijk      | Frank Zeilstra                                                                                  | Terp                                                        | Wommels               | Brons                                                   | Frank Zeilstra, 1984                                                 |  |
| 1985        | Wielen                                        | Frans Ram                                                                                       | Kanaalstraat/Stationsplein                                  | Sneek                 | marmer en hardsteen                                     | Frans Ram,1985                                                       |  |
| 1985        | Grutte Pier                                   | Anne Woudwijk                                                                                   | Greate Pierwei / Jan Timmerstraat                           | Kimswerd              | steen                                                   |                                                                      |  |
| 1986        | Pepermunt                                     | Henk Lampe                                                                                      | Kleinzand                                                   | Sneek                 | marmer                                                  | Henk Lampe,1986                                                      |  |
| 1986        | Fries paard met veulen en kind                | Anne Woudwijk                                                                                   | Stadslaan                                                   | IJlst                 | hardsteen                                               | Anne Woudwijk,1986                                                   |  |
| 1986        | Pim Mulier                                    | Frank Zeilstra                                                                                  | Pingjumerstraat / Kerkplein                                 | Witmarsum             | brons                                                   | Frank Zeilstra,1986                                                  |  |
| 1987        | Hannekemaaier                                 | Jikke Jager                                                                                     | Aldfaers Erf Museum, Meerweg 4                              | Allingawier           | brons                                                   | Jikke Jager, 1987                                                    |  |
| 1987        | De Ridder                                     | Cobi Doevendans                                                                                 | Openbare Bibliotheek, Sudergowei 1A                         | IJlst                 | beton                                                   | Cobi Doevendans,1987                                                 |  |
| 1988        | Geslagen zuil                                 | André van der Linden                                                                            | Frittemalaene 5, zorgcentrum Frittemahof                    | Sneek                 | graniet, roestvrij staal                                | André van der Linden,1988                                            |  |
| 1988        | Zetelring                                     | Henk Lampe                                                                                      | Marktstraat 15                                              | Sneek                 | hardsteen                                               | Henk Lampe,1988                                                      |  |
| 1989        | Gevelschildering                              | Hilda Kanselaar                                                                                 | Worp Tjaardastraat, flats                                   | Sneek                 | muurverf                                                | Hilda Kanselaar,1989                                                 |  |
| 1989        | Speelplastiek                                 | Henk Lampe                                                                                      | Sjaketorenstraat, Lankhorst                                 | Sneek                 | kunststof afvalmateriaal                                | Henk Lampe,1989                                                      |  |
| 1989        | Zonder titel                                  | Tom Reeders                                                                                     | Broereplein                                                 | Bolsward              | staal                                                   | Tom Reeders,1989                                                     |  |
| 1990        | Plastiek                                      | Henk Rusman                                                                                     | Parkstraat                                                  | Sneek                 | roestvrij staal en graniet                              |                                                                      |  |
| 1990        | Sneek Voorwaarts                              | J. Douma Gzn.                                                                                   | Martiniplein                                                | Sneek                 | staal                                                   |                                                                      |  |
| 1990        | Zuil                                          | Dirk Hakze en leerlingen van de Fennepoort                                                      | Worp Tjaardastraat                                          | Sneek                 | metaal                                                  | Dirk Hakze,1990http://publieke-kunst.keunstwurk.nl/node/1669         |  |
| 1990        | Papierprikker                                 | André van der Linden                                                                            | De Draei 17                                                 | Heeg                  | r.v.s. en hardsteen                                     | André van der Linden, 1990                                           |  |
| 1990        | Sybren de Jong                                | Herma Bovenkerk                                                                                 | Hoofdstraat                                                 | Koudum                | brons                                                   | Herma Bovenkerk,1990                                                 |  |
| 1990        | Zonder titel                                  | Marga Pauzinga                                                                                  | Basisschool De Finne, Buren 31                              | Ferwoude              | keramiek                                                | Marga Pauzenga,1990                                                  |  |
| 1991        | Lapkepoep en Friese boerin                    | Herbert Daubenspeck                                                                             | Wijde Burgstraat                                            | Sneek                 | brons                                                   |                                                                      |  |
| 1991        | Folle fan Frysk Hynder                        | Maria van Everdingen                                                                            | Vitusdijk                                                   | Blauwhuis             | brons                                                   | Maria van Everdingen,1991                                            |  |
| 1992        | Noorderpoort                                  | Arie Berkulin                                                                                   | Normandiaplein                                              | Sneek                 | staal                                                   | Arie Berkulin,1992                                                   |  |
| 1992        | Speelplastiek                                 | Henk Lampe                                                                                      | Oldeferdpark                                                | Koudum                | beton en staal                                          | Henk Lampe,1992                                                      |  |
| 1992        | Speelplastiek                                 | Henk Lampe                                                                                      | hoek Stadsgracht/Pottenbakkersstraat                        | Bolsward              | beton en staal                                          | Henk Lampe,1992                                                      |  |
| 1992        | Speelplastiek                                 | Henk Lampe                                                                                      | Dassenboarch                                                | IJlst                 | beton en staal                                          | Henk Lampe,1992                                                      |  |
| 1992        | Speelplastiek                                 | Henk Lampe                                                                                      | Rengersstrjitte                                             | IJsbrechtum           | beton en staal                                          | Henk Lampe,1992                                                      |  |
| 1992        | Speelplastiek                                 | Henk Lampe                                                                                      | Spinnekop                                                   | Witmarsum             | beton en staal                                          | Henk Lampe,1992                                                      |  |
| 1992        | Seine Fiskjen                                 | Chris Fokma                                                                                     | De Driuwpolle, Lynbaen 15                                   | Woudsend              | geëmailleerd koper                                      | Chris Fokma,1992                                                     |  |
| 1994        | Kind met kalfje                               | Jannelies Raaymakers                                                                            | Plantsoen hoek Gleibakkerij en Burgemeester Praamsmalaan    | Bolsward              | brons                                                   | Jannelies Raaymakers,1994                                            |  |
| 1994        | Legende van de ossen                          | Anne Woudwijk                                                                                   | Tsjerkegrêft                                                | Nijland               | hardsteen                                               | Anne Woudwijk,1994                                                   |  |
| 1994        | Consolazione Bipartito (De kleine dom)        | De Vier Evangelisten (Rins Boschma, Tilly Buy, Gerard Groenewoud en Gertjan Slagter)            | Bolswarderbaan 1, Antonius Ziekenhuis                       | Sneek                 | hout, golfplaat, staal                                  | De Vier Evangelisten,1994                                            |  |
| 1994        | Consolazione Bipartito                        | De Vier Evangelisten (Rins Boschma, Tilly Buy, Gerard Groenewoud en Gertjan Slagter)            | Bolswarderbaan 1, Antonius Ziekenhuis                       | Sneek                 | hout                                                    | De Vier Evangelisten,1994                                            |  |
| 1994        | Twee zwanen                                   | Beb Mulder                                                                                      | De Terp                                                     | Wieuwerd              | brons                                                   | Beb Mulder, 1994                                                     |  |
| 1995        | Regiment Perthplein, gedenkzuil               | Onbekend                                                                                        | Regiment Perthplein                                         | Sneek                 | steen                                                   |                                                                      |  |
| 1995        | Wetterweagen                                  | Ids Willemsma                                                                                   | Gossepalen/Gudsekop                                         | Sneek                 | staal                                                   | Ids Willemsma,1995                                                   |  |
| 1995        | Visser                                        | Dirk Bosma                                                                                      | Kerkstraat                                                  | Bolsward              | hout                                                    | Dirk Bosma,1995                                                      |  |
| 1995        | De Muontsen                                   | Annet Haring                                                                                    | Tsjaerddyk / Skeender                                       | Folsgare              | cortenstaal, hout                                       | Annet Haring,1995                                                    |  |
| 1996        | De nonnen fan it Nijkleaster                  | Annet Haring                                                                                    | Lege Dyk                                                    | Scharnegoutum         | gietijzer, overgoten met brons op een sokkel van beton  | Annet Haring,1996                                                    |  |
| 1996        | De drie reuzen                                | Hennie de Boer                                                                                  | Ferbiningswei                                               | Oppenhuizen           | roestvast staal                                         | Hennie de Boer,1996                                                  |  |
| 1996        | Sibbeltje Gjaltema                            | Gosse Dam                                                                                       | Boeyengastrjitte                                            | Gauw                  | brons                                                   | Gosse Dam,1996                                                       |  |
| 1996        | Westenwind                                    | Karianne Krabbendam                                                                             | Achterdijkje                                                | Makkum                | brons                                                   | Karianne Krabbendam,1996                                             |  |
| 1997        | It Bûter Fabryk                               | Hilda Kanselaar                                                                                 | Breksdyk                                                    | Oudega                | glas, metaal                                            | Hilda Kanselaar,1997                                                 |  |
| 1997        | De Stap                                       | Eja Siepman van den Berg                                                                        | Keatsebaen 1, bij gemeentehuis                              | Wommels               | brons op hardstenen sokkel                              | Eja Siepman van der Berg, 1997                                       |  |
| 1997        | Uffing monnik van Workum                      | Sofie Hupkens                                                                                   | Merk                                                        | Workum                | brons                                                   |                                                                      |  |
| 1998        | Bodil                                         | Albert Oost                                                                                     | Skilwyk                                                     | Bolsward              | beton, brons                                            | Albert Oost,1998                                                     |  |
| 1998        | De Waver                                      | Hilda Kanselaar                                                                                 | Koopman Heeresweg                                           | Bolsward              | beton, roestvrij staal, mozaïek                         | Hilda Kanselaar,1998                                                 |  |
| 1998        | Groei                                         | Ids Willemsma                                                                                   | Hemdijk 2, Bogerman College                                 | Sneek                 | staal                                                   | Ids Willemsma,1998                                                   |  |
| 1998        | Zonder titel (S-vormige bank)                 | Peter Post en Henk Venema                                                                       | Ald Hiem 2                                                  | Wommels               | staal                                                   | Peter Post en Henk Venema, 2002                                      |  |
| 1999        | Gastvrijheid                                  | Joop van Bergen                                                                                 | Kerkstraat                                                  | Bolsward              | brons                                                   | Joop van Bergen,1999                                                 |  |
| 2000        | De Barbaar                                    | Jan Woudstra                                                                                    | Kalkovens                                                   | Sneek                 | hout                                                    | Jan Woudstra,2000                                                    |  |
| 2001        | Europa en de stier                            | Barbara Hoying                                                                                  | De Weide                                                    | Sneek                 | brons en steen                                          | Barbara Hoyng,2001                                                   |  |
| 2001        | Ober                                          | Frans Ram                                                                                       | Dr. Boumaweg                                                | Sneek                 | brons                                                   | Frans Ram,2000                                                       |  |
| 2001        | Ordenen - Her.......                          | Gerrit Terpstra                                                                                 | Voltastraat, Douma Staal                                    | Sneek                 | cortenstaal                                             | Gerrit Terpstra,2001                                                 |  |
| 2001        | Brechtsje, Teuntsje en Tjaltsje               | Sjoukje Ultzen                                                                                  | Doarpshûsleane                                              | IJsbrechtum           | brons                                                   | Sjoukje Ultzen,2001                                                  |  |
| 2001        | De Rjochting                                  | Hanshan Roebers                                                                                 | Doerebout, rotonde                                          | Koudum                | hout en staal                                           | Hanshan Roebers,2001                                                 |  |
| 2001        | Rotondes                                      | Gea Kuiper en René van der Bruggen                                                              | Rondom Makkum en het recreatiegebied De Holle Poarte        | Makkum                | beton, keramiek                                         | Gea Kuiper & René van der Bruggen,2001                               |  |
| 2002        | De Ielman                                     | Gerrit Terpstra                                                                                 | Tollewei                                                    | Heeg                  | cortenstaal                                             | Gerrit Terpstra,2002                                                 |  |
| 2002        | Ridiel                                        | Gerrit Terpstra                                                                                 | Heegermeer                                                  | Heeg                  | staal                                                   |                                                                      |  |
| 2003        | Weeshuis 1553-2003                            | Gosse Dam                                                                                       | Snekerpoort                                                 | Bolsward              | brons                                                   |                                                                      |  |
| 2003        | Hikke                                         | Ids Willemsma                                                                                   | Doarpsstrjitte 1                                            | Oosterwierum          | staal                                                   | Ids Willemsma, 2003                                                  |  |
| 2003        | Touwslager                                    | Frans Ram                                                                                       | Kleine Palen                                                | Sneek                 | brons                                                   | Frans Ram,2003                                                       |  |
| 2003        | St.Martinus                                   | Gosse Dam                                                                                       | St. Martinuskerk, Singel 64                                 | Sneek                 | brons                                                   | Gosse Dam,2003                                                       |  |
| 2004        | Stiltetuin                                    | Hanshan Roebers                                                                                 | Kerkhoflaan, Algemene Begraafplaats                         | Sneek                 | hout, graniet, steen en glas                            | Hanshan Roebers,2004                                                 |  |
| 2004        | Ielkearen                                     | Ids Willemsma                                                                                   | De Burd                                                     | Heeg                  | staal                                                   | Ids Willemsma, 2004                                                  |  |
| 2004        | De grondstof van de Dom                       | Hanshan Roebers                                                                                 | Nieuweweg                                                   | Koudum                | hout                                                    | Hanshan Roebers,2004                                                 |  |
| 2005        | Monument voor het Ongeboren Leven             | Ouders van ongeboren of vroeg overleden kinderen (Steenhouwerij van Wijk)                       | Kerkhoflaan, Algemene Begraafplaats                         | Sneek                 | graniet                                                 | Monument voor het ongeboren leven                                    |  |
| 2005        | Sprong van Oud naar Nieuw                     | Wigle Engelsma en jongeren uit het Sperkhem                                                     | Koningin Wilhelminastraat                                   | Sneek                 | metaal                                                  | Wigle Engelsma,2005                                                  |  |
| 2005        | Tableaus                                      | Mark Bunder en scholieren uit het Sperkhem                                                      | Sperkhem                                                    | Sneek                 | geëmailleerd metaal                                     | Mark Bunder,2005                                                     |  |
| 2005        | Soalhout                                      | Hennie de Boer                                                                                  | Jeltewei                                                    | Hommerts              | cortenstaal                                             | Hennie de Boer,2005                                                  |  |
| 2005        | De Vrome                                      | André van der Linden                                                                            | Plantsoen aan de Cingel                                     | Oosthem               | graniet, brons en r.v.s.                                | André van der Linden,2005                                            |  |
| 2005        | Plaquette Peter Sterkenburg                   | Lia Krol                                                                                        | Caspar de Roblesdijk                                        | Zurich                | brons                                                   | Lia Knol,2005                                                        |  |
| 2006        | Aaisikersmonumint                             | Hans Jouta                                                                                      | Koumelkerspaad                                              | Terzool               | brons en r.v.s.                                         | Hans Jouta,2006                                                      |  |
| 2007        | De Golfbreker                                 | Dorieke Dijkstra en Renate de Boer                                                              | Parelmoervlinder, Atalanta                                  | Sneek                 | r.v.s.en cortenstaal                                    | Dorieke Dijkstra en Renate de Boer,2007                              |  |
| 2007        | Woordenstroom                                 | Jacques Peeters                                                                                 | Aan beide kanten van het aquaduct Prinses Margriet Kanaal   | Uitwellingerga        | beton                                                   | Woordenstroom (Uitwellingerga)                                       |  |
| 2007        | Drie generaties                               | André van der Linden                                                                            | Hoek Leeuwarderweg / Jachthavenstraat                       | Sneek                 | brons en r.v.s.                                         | André van der Linden, 2007                                           |  |
| 2007        | Aukje                                         | Evert van Hemert                                                                                | Heechhoutpad                                                | Bolsward              | brons en cortenstaal                                    | Evert van Hemert,2007                                                |  |
| 2007        | Aukje                                         | Evert van Hemert                                                                                | Prins Hendrikkade                                           | Sneek                 | brons en cortenstaal                                    | Evert van Hemert,2007http://publieke-kunst.keunstwurk.nl/node/2005   |  |
| 2007        | Aukje                                         | Evert van Hemert                                                                                | Eegracht / Uilenburg                                        | IJlst                 | brons en cortenstaal                                    | Evert van Hemert,2007http://publieke-kunst.keunstwurk.nl/node/1675   |  |
| 2007        | Aukje                                         | Evert van Hemert                                                                                | Suderseewei                                                 | Hindeloopen           | brons en cortenstaal                                    |                                                                      |  |
| 2007        | Aukje                                         | Evert van Hemert                                                                                | Bij de Johan Frisosluis                                     | Stavoren              | brons en cortenstaal                                    |                                                                      |  |
| 2007        | Aukje                                         | Evert van Hemert                                                                                | Stadsfenne (bij de sluizen)                                 | Stavoren              | brons en cortenstaal                                    | Evert van Hemert, 2007                                               |  |
| 2007        | Aukje                                         | Evert van Hemert                                                                                | Thomashof                                                   | Workum                | brons en cortenstaal                                    | Evert van Hemert,2007                                                |  |
| 2007        | Verzetsmonument                               | Klaas Gersen                                                                                    | Himmelbrink                                                 | Hemelum               | aluminium buis en keramiek                              | Verzetsmonument,hemelum                                              |  |
| 2008        | Oorlogsmonument                               | Monique Verbruggen                                                                              | Tsjerkebuorren, bij de Hervormde kerk                       | Kubaard               | graniet en rvs                                          |                                                                      |  |
| 2008        | Mercury Rising                                | Groenewoud/Buij                                                                                 | ROC Friese Poort, Harste 4-6                                | Sneek                 | staal, polyester, chroom-coating                        | MercuryRising                                                        |  |
| 2008        | Marmantra                                     | Gert Jan Slagter                                                                                | Recreatiecentrum De Potten, Paviljoenwei                    | Sneek                 | hout                                                    |                                                                      |  |
| 2008        | Contouren kerkje                              | Jouke de Graaf                                                                                  | It Fliet (een kilometer buiten Witmarsum)                   | Witmarsum             | staal                                                   |                                                                      |  |
| 2008        | Sinne                                         | Claudy Jongstra                                                                                 | Gemeentehuis Littenseradiel, Keatsebaan 1                   | Wommels               | wol, ruwe zijde, zijde-schiffon, plantaardige kleurstof |                                                                      |  |
| 2009        | Jongemastate                                  | Architectenbureau Kijlstra & Brouwer                                                            | Park Jongemastate of Raerder Bosk                           | Sneek                 | cortenstaal en glas                                     | Architectenbureau Kijlstra & Brouwer,2009                            |  |
| 2009        | Lekeboat                                      | Hanshan Roebers                                                                                 | Eastelike                                                   | IJlst                 | eikenhout                                               | Hanshan Roebers,2009http://publieke-kunst.keunstwurk.nl/node/2050    |  |
| 2009        | Ki                                            | Floor van Leun                                                                                  | Nabij het Aquaduct De Geeuw                                 | Sneek                 | accoya hout                                             | Floor van Leun,2010http://publieke-kunst.keunstwurk.nl/node/65367    |  |
| 2010        | Joods monument                                | Dirk Hakze                                                                                      | Burgemeester de Hooppark 7, Burgemeester de Hooppark        | Sneek                 | roestvrij staal en beton                                | Dirk Hakze,2010http://publieke-kunst.keunstwurk.nl/node/2058         |  |
| 2010        | Verzetsmonument                               | Ruth Vulto Gaube                                                                                | Thomashof                                                   | Workum                | kalksteen                                               |                                                                      |  |
| 2012        | Schouwbrug                                    | Ben Raaijman                                                                                    | Jeltesloot Aquaduct                                         | Hommerts              | staal en hout                                           |                                                                      |  |
| 2013        | Peter Tazelaar                                | Lia Krol                                                                                        | Kerkstraat / Dijkweg                                        | Hindeloopen           | brons                                                   | Lia Krol, 2013                                                       |  |
| 2014        | Huis-Hûs-Hús                                  | Gerrit Terpstra                                                                                 | Hospice De Kime, Westhemstraat 46                           | Sneek                 | cortenstaal                                             | Gerrit Terpstra, 2014                                                |  |
| 2015        | Replica Pontgat Spoorhaven                    | Architect Joop van der Woude v.o.f.                                                             | Spoorhaven                                                  | Stavoren              | staal                                                   | Architect Joop van der Woude v.o.f.,2015                             |  |
| 2016        | Het Stuurhuis                                 | Marco Käller                                                                                    | Súderseewei                                                 | Makkum                |                                                         |                                                                      |  |
|             | Twaalf verrekijkers                           | Marco Käller                                                                                    | Súderseewei (tussen De Holle Poarte en Makkum)              | Makkum                | staal                                                   |                                                                      |  |
| 2018        | De Vleermuis                                  | Johan Creten                                                                                    | Broereplein                                                 | Bolsward              | brons                                                   | Fontein, Kunstenaar Johan Creten, 2018                               |  |
| 2018        | Flora & Fauna                                 | Shen Yuan                                                                                       | Galgepolle / Nieuweweg                                      | Hindeloopen           | hout, basalt, glas                                      | Fontein, Kunstenaar: Shen Yuan, 2018                                 |  |
| 2018        | Fontein van Fortuna                           | Stephan Balkenhol                                                                               | Hoogend                                                     | Sneek                 | diverse materialen                                      | Fontein. Kunstenaar: Stephan Balkenhol, 2018                         |  |
| 2018        | Rikka (Onsterfelijke bloemen                  | Shinji Ohmaki                                                                                   | De Dassenboarch                                             | IJlst                 | r.v.s. en spuitlak                                      | Fontein. Kunstenaar: Shinji Ohmaki,2018                              |  |
| 2018        | De woeste leeuwen van Workum                  | Cornelia Parker                                                                                 | grasveld bij de passantenhaven                              | Workum                | Accoya-hout, verf en bladgoud                           | Fontein. Kunstenaar: Cornelia Parker, 2018                           |  |
| 2018        | Visfontein                                    | Mark Dion                                                                                       | Plein bij de Stationsweg                                    | Stavoren              | Kunsthars, PU-schuim, staal                             |                                                                      |  |
| 2018        | Herinneringsplaquette                         | Onbekend                                                                                        | Voor Huize Gras                                             | Greonterp             | metaal                                                  |                                                                      |  |
| 2018        | Foto op glas en een houten hek                | Willem Bruno van Albada en Henk van Manen                                                       | Omgeving Greonterp                                          | Greonterp             | glas en hout                                            |                                                                      |  |
| 2022        | De laarzen van Grutte Pier                    | Hans Jouta                                                                                      | bij ingang Martinikerk                                      | Sneek                 | brons                                                   |                                                                      |  |
|             | Sint-Petrus                                   |                                                                                                 | Merk 26                                                     | Workum                | steen                                                   |                                                                      |  |
|             | Rietveldstoel met Hindelooper beschilderingen | Harmen W. Glashouwer, Dirk van der Kooij, Pieter en Gauke Bootsma en Titus Stallmann van Roosje | Museumplein                                                 | Hindeloopen           |                                                         |                                                                      |  |
|             | Justitia                                      |                                                                                                 | bij voormalig stadhuis                                      | Hindeloopen           | steen                                                   |                                                                      |  |
|             | wapens van Workum en Wonseradeel              |                                                                                                 | Zeedijk                                                     | Workum                | steen                                                   |                                                                      |  |
|             | Bestrating                                    |                                                                                                 | Pampuskade                                                  | Sneek                 | straatsteen                                             |                                                                      |  |
| Onbekend    | Monument familie Lever                        | Marius Duintjer                                                                                 | Kerkhoflaan, Algemene Begraafplaats                         | Sneek                 | Graniet                                                 | Monument voor de familie Lever                                       |  |
|             | Gedenkpaneel (WOII)                           | Titte Blom                                                                                      | Grote Kerkstraat 5, Grote of Martinikerk                    | Sneek                 | hout                                                    |                                                                      |  |
|             | Hope                                          | Gryt Witbraad                                                                                   | Breksdyk                                                    | Oudega                | cortenstaal                                             |                                                                      |  |

Achtkarspelen ·
Ameland ·
Dantumadeel ·
De Friese Meren ·
Harlingen ·
Heerenveen ·
Leeuwarden ·
Noardeast-Fryslân ·
Ooststellingwerf ·
Opsterland ·
Schiermonnikoog ·
Súdwest-Fryslân ·
Smallingerland ·
Terschelling ·
Tietjerksteradeel ·
Vlieland ·
Waadhoeke ·
Weststellingwerf